# غاستون فابر
غاستون فابر (بالإسبانية: Gastón Faber) (21 أبريل 1996 في الأوروغواي - ) هو لاعب كرة قدم أوروغواني في مركز الوسط. شارك مع منتخب الأوروغواي تحت 17 سنة لكرة القدم ومنتخب الأوروغواي تحت 20 سنة لكرة القدم. أما مع النوادي، فقد لعب مع نادي دانوبيو ونادي راسينغ مونتيفيديو.

## وصلات خارجية
- غاستون فابر على موقع الاتحاد الدولي (مؤرشف)  (الإنجليزية)
- غاستون فابر على موقع قاعدة بيانات كرة القدم.إي يو (الإنجليزية)
- غاستون فابر على موقع Soccerway.com (الإنجليزية)
- غاستون فابر على موقع AS.com (الإسبانية)